# Anders von Drake
Anders Drake, adlad von Drake, född 5 maj 1682 i Ovikens socken i Jämtland, död 2 augusti 1744 i Stockholm, var en svensk ämbetsman.

## Biografi
Anders Drake var sonson till Olaus Petri Drake, och son till kyrkoherden i Oviken socken Johannes Olai Drake och Elsa Embdeman. Drake blev filosofie magister vid Uppsala universitet 1707 samt ingick 1711 i Kanslikollegium och Riksarkivet. 1713 fick han i uppdrag att sjöledes föra de viktigaste bland Riksarkivets handlingar till Örebro. Det fartyg som handlingarna fördes på, sprang emellertid läck på Hjälmaren och var nära att sjunka, då det lyckades Drake att, med fara för sitt eget liv, rädda fartyget och dess dyrbara last.
Efter att ha innehaft åtskilliga befattningar blev von Drake 1728 underståthållare i Stockholm, uppfördes vid 1738–1739 och 1740–1741 års riksdagar fyra gånger på förslag som riksråd och utnämndes 1741 på ständernas förord till president i Kommerskollegium.
Han adlades 1720. von Drake uppgav sig härstamma från den gamla Drake-ätten. Han blev 1739 ledamot av Vetenskapsakademien, vars "Handlingar" innehåller åtskilliga uppsatser av honom.
Drake var gift med Sofia Lovisa Psilanderhielm.